# Copa Eva Duarte 1947-48
La Copa Eva Duarte 1947-48 fue la segunda temporada oficial de la competición española organizada por la Real Federación Española de Fútbol (RFEF). En esta edición se enfrentó el F.C. Barcelona, campeón de la Primera División de España y el Sevilla FC que había conquistado la Copa del Rey.
Se disputó a partido único el 19 de diciembre de 1948, en el Estadio de Mestalla, de la ciudad de Valencia. El F.C. Barcelona fue campeón del trofeo, tras ganar con un solitario gol de César Rodríguez, por 1 a 0, conquistando, de esta forma, su primer título de la presente competición.

## Clubes participantes
| F.C. Barcelona | Campeón de la Primera División de España 1947-48      |
| Sevilla F. C.  | Campeón de la Copa del Generalísimo de fútbol 1947-48 |

## Partido
| 19 de diciembre de 1948 (temporada 1947-1948) | F.C. Barcelona | 1 : 0 | Sevilla FC | Estadio de Mestalla, Valencia |                         |
|                                               | César 32'      |       |            | Árbitro(s): Sr. Tamarit       | Árbitro(s): Sr. Tamarit |

|                         |
| Campeón F. C. BARCELONA |
| Primer título           |